# Togoland Congress
Der Togoland Congress (TC) war eine politische Partei in Ghana in der Phase des Unabhängigkeitsprozesses bis Ende 1958. Bei den Wahlen zur gesetzgebenden Volksversammlung (Legislative Assembley) wurden zur Wahl am 15. Juni 1954 sowie ebenfalls am 17. Juli 1956 vom Togoland Congress jeweils zwei der 104 Sitze der Volksversammlung errungen.

## Gründung und Ziele des TC
Der Togoland Congress wurde als kräftestärkender Zusammenschluss verschiedener, in der heutigen Volta Region teilweise seit Anfang der vierziger Jahre bestehender Gruppierungen im Jahr 1951 gegründet. Gruppierungen, die im Togoland Congress aufgegangen waren, sind unter anderem die Togoland Union (gegründet 1943), Togoland Youth Conference und United Nations Association of Togoland. Vorsitzender wurde S.G. Antor.
Auf dem Gebiet des heutigen Ghana und Togo liegt noch heute das Siedlungsgebiet der Ewe. Folglich war diese Ethnie auf zwei verschiedene damalige Kolonialgebiete verteilt. Die britische Kolonie Goldküste lag auf dem Gebiet des heutigen Ghana, im heutigen Togo lag unter französischer Verwaltung eine von der Goldküste völlig getrennte Kolonie. Damit sahen sich Vertreter der Ewe-Nation mit dem sich abzeichnenden Problem eines Volkes in zwei Staaten konfrontiert. Der Togoland Congress verfolgte das Ziel einer Staatsgründung im Rahmen einer Drei-Staaten-Lösung. Die Ewe sollten aus der Sicht des Togoland Congress ein eigenes Staatsgebiet in ihrem angestammten Siedlungsgebiet im Grenzgebiet zwischen dem heutigen Ghana und Togo erhalten.
Der Togoland Congress stand damit gegen die Parteien Anlo Youth Association und Convention People’s Party von Kwame Nkrumah, die einen Anschluss an die Goldküste mit dem British Trust Territory anstrebten. Andere Stimmen fürchteten eine Vorherrschaft der Volksgruppe der Anlo innerhalb der Ewe und wollten gerade eine Zwei-Staaten-Lösung, um die Anlo von den weiteren Gruppen der Ewe zu trennen.

## Nach der Unabhängigkeit 1957
Bald nach der Unabhängigkeit Ghanas am 6. März 1957 wurde auf betrieben des damaligen Premierministers Kwame Nkrumah und späteren Präsidenten Ghanas ein Gesetz zur Verhinderung von Diskriminierung (Avoidence of Discrimination Act 1957, C.A. 38) erlassen. Dieses Gesetz Verbot jegliche Gruppierung mit einer Ausrichtung basierend auf ethnischer, religiöser, regionaler oder ähnlicher Ausrichtung mit Wirkung ab dem 31. Dezember 1957.
Der vollständige Titel des Gesetzes lautete:
Gesetz über das Verbot von Organisationen, die zur Propaganda die Zugehörigkeit zu einem Stamm, einer Region, einer Rasse oder einer Religion verwenden oder nutzen zum Nachteil einer Gemeinschaft oder um die Wahl von Personen aufgrund deren Zugehörigkeit zu einem Stamm, einer Region oder Religion oder ähnliche Zwecke zu sichern. (engl.: An Act to prohibit organizations using or engaging in tribal, regional, racial and religious propaganda to the detriment of any community, or securing the election of persons on account of their tribal, regional or religious affiliations and for other purpuse connected therewith.)
Der Togoland Congress fiel aufgrund des deutlichen Bezuges auf eine Region unter das Gesetz und wurde so quasi über Nacht zu einer illegalen Gruppierung, obwohl sie im Parlament seit dein Wahlen 1954 vertreten war. Betroffen waren unter anderem die Parteien Muslim Association Party (MAP), Anlo Youth Association (AYA), Northern Peoples’ Party und andere Organisationen wie auch Ga Shifimo Kpee.

## TC – United Party
Um einem Parteienverbot aus dem Weg zu gehen, schlossen sich verschiedene Parteien Anfang 1958 zur United Party (Ghana) zusammen. Die UP setzte sich zusammen aus folgenden Parteien und Gruppierungen:
- National Liberation Movement (NLM)
- Anlo Youth Association (AYA)
- Togoland Congress (TC)
- Northern Peoples’ Party
- Muslim Association Party
- Ga Shifimo Kpee

Mit der Gründung der UP existierte offiziell der Togoland Congress nicht mehr. Neben der Nachfolgepartei United Party bestand in Ghana lediglich die Partei Nkrumahs, die Convention People’s Party (CPP) ab 1958.